# 羋昱廷
羋 昱廷（み いくてい、簡体字: 芈 昱廷、拼音: Mǐ Yùtíng、1996年1月8日 - ）は、中国の囲碁棋士。江蘇省出身、中国囲棋協会所属、九段。名人戦3連覇、Mlily夢百合杯世界囲碁オープン戦優勝2回など。

## 経歴
徐州市生まれ。4歳の時に碁を学ぶ。2002年全国育苗杯幼児戦優勝。2006年に北京の馬暁春囲棋道場に入る。2007年11歳で初段。2008年世界青少年囲碁選手権大会青年組準優勝。2009年リコー杯新秀戦優勝、二段。2009年、11年の全国智力運動会で青少年個人戦優勝。2010年、徐州市鋳本杯名人戦優勝、三段。
2011年新人王戦ベスト4、甲級リーグに大連チームで出場し9連勝を含む16勝6敗で最多勝、最佳人気賞受賞。2012年BCカード杯で李昌鎬を破りベスト16進出、春蘭杯で依田紀基を破りベスト16進出、四段。2013年に第1回Mlily夢百合杯で李世乭、孔傑ら、決勝で古力を3-1で破って世界戦初優勝し、九段昇段。
2016年竜星戦、衢州・爛柯杯、CCTV杯に優勝。2018年世界電王戦でDeepZenGoに勝利。同年名人戦挑戦者となり連笑に2-1でタイトル獲得、倡棋杯決勝で柁嘉熹を2-1で破り優勝。2019年名人戦で許嘉陽の挑戦を退け2連覇。2021年Mlily夢百合杯で2度目の優勝。2022-23年に天元戦2連覇。2023年名人戦で挑戦者柯潔を2-1で破り3連覇。
中国棋士ランキングでは2011年42位、2012年14位、2014年4位、2017年2位、2018年9月に1位。

### タイトル歴
国際棋戦
- Mlily夢百合杯世界囲碁オープン戦 2013、21年
- 金立智能手机杯海峡両岸囲棋冠軍争覇戦 2014年
- 利民杯世界囲碁星鋭最強戦 2016年
- 日中竜星戦 2017年（○一力遼）

国内棋戦
- リコー杯新秀戦 2009年
- 全国智力運動会 青少年個人戦 2009、11年、男子快棋戦 2015年
- 全国囲棋個人戦 2012年
- 竜星戦 2016年
- 衢州・爛柯杯中国囲棋冠軍戦 2016年
- 象嶼杯中国CCTV快棋戦 2016年
- 西南王戦 2018、20年
- 名人戦 2018,19,23年
- 倡棋杯中国プロ囲棋選手権戦 2018年
- 威孚房開杯棋王戦 2022年
- 中国囲棋天元戦 2022-23年

### その他の棋歴
国際棋戦
- LG杯世界棋王戦 ベスト4 2021年(26回)、2023年(26回)、ベスト8 2022年(28回)
- 春蘭杯世界囲碁選手権戦 ベスト8 2014年（○睦鎮碩、○崔哲瀚、×金志錫）、ベスト16 2012年（○依田紀基、×朴廷桓）
- Mlily夢百合杯世界囲碁オープン戦 ベスト8 2023年
- BCカード杯世界囲碁選手権 ベスト16 2012年（○朴廷桓、李昌鎬、×胡耀宇）
- 招商地産杯中韓囲棋団体対抗戦 2014年 1-1（×李世乭、○李志賢）
- スポーツアコードワールドマインドゲームズ 2014年男子団体戦優勝・男女ペア戦優勝（於之瑩とペア）
- アジア競技大会 2022年男子団体戦準優勝
- 農心辛ラーメン杯世界囲碁最強戦
  - 2015年 0-1（×井山裕太）
  - 2020年 0-1（×朴廷桓）
  - 2021-22年 1-1（○井山裕太、×申眞諝）
- バッカス杯韓・中未来天元戦 2015年 2-0（○呉侑珍、○申旻埈）
- 国手山脈杯国際囲棋戦 団体対抗戦 2015年 1-2（×朴廷桓、×李世乭、○崔哲瀚）
- ワールド碁チャンピオンシップ 2017年2位（○DeepZenGo、○井山裕太、×朴廷桓）
- 日中韓ペア碁名人選手権 2018年 優勝（於之瑩とペア）
- 世界マスターズ選手権戦 2019年男子団体戦優勝
- KB国民銀行杯韓中囲碁リーグ優勝対抗戦 2019年 1-1（×崔哲瀚、○卞相壹）

国内棋戦
- 蘇州新城石湖公館杯王中王囲棋争覇戦 準優勝 2013年
- 中国囲棋天元戦 挑戦者 2015年
- 白雲杯中国冠軍争覇戦 2015年 準優勝
- 威孚房開杯棋王戦 準優勝 2016、19年
- 名人戦 挑戦者 2017年
- 西南王戦 準優勝 2021年
- 竜星戦 準優勝 2021年
- 湾区杯中国囲棋大棋士戦 挑戦者 2022年
- 倡棋杯中国プロ囲棋選手権戦 2023年準優勝
- 中国紹興（嵊州）王中王囲棋争覇戦 2022年3位
- 全国智力運動会
  - 2015年 男女ペア戦優勝（於之瑩とペア）、男子団体戦3位（江蘇チーム）
  - 2019年男女ペア戦準優勝（於之瑩とペア）
  - 2023年男女ペア戦3位（於之瑩とペア）
- 中華人民共和国全国運動会 2021年 混合ペア戦3位（王晨星とペア）
- 嶺峰夢想フォード・エベレスト囲棋ラリー戦 準優勝 2018年
- 中国囲棋甲級リーグ戦
  - 2009年丙級（陳瑞囲棋道場）
  - 2010年乙級（江蘇）
  - 2011年（大連上方衛業）16-6
  - 2012年（大連上方衛業）10-8
  - 2013年（大連上方衛業）15-6
  - 2014年（大連上方）16-5、最多勝利賞
  - 2015年（華泰証券江蘇）11-10
  - 2016年（華泰証券江蘇）13-9
  - 2017年（華泰証券江蘇）17-9
  - 2018年（華泰証券江蘇）17-8
  - 2019年（江蘇）9-6
  - 2020年（華泰証券江蘇）8-7
  - 2021年（江蘇）6-9
  - 2022年（江蘇神曽腓腓）8-7
  - 2023年（江蘇神曽朏朏）
- 弘通杯国家囲棋隊勝抜戦 2012年 1-1（○周睿羊、×朴文尭)、2013年 1-0（○陳耀燁）

## 注
1. ↑  “囲碁・将棋チャンネルと囲碁将棋プレミアムで『第23回農心辛ラーメン杯世界囲碁最強戦』第3ラウンドを生放送・中継”. 日本棋院. 2025年6月23日閲覧。
2. ↑  “www.qipai.org.cn-官网首页”. www.qipai.org.cn. 2025年6月23日閲覧。